# Савич, Слободан
Слободан Савич (серб. Слободан Савић), родился в 1964 — сербский журналист, писатель и критик. Член Ассоциации Театральных Критиков Сербии (ITCA). Он родился в Позареваче, вырос в Костолаце, живёт и работает в Белграде много лет.

## Работы
- Kratka svetska priča (Short Stories Worldwide), selection of stories, publisher Braničevo, Požarevac, 1989),
- Zbog njih su mnogi gubili glavu (Many were crazy about them), publisher Evro, Belgrade, 2000,
- Istočno i zapadno od raja (East and West from Eden), publisher Laguna, Belgrade, 2007,[1]
- Biljana Srbljanović, porodične i druge priče (Biljana Srbljanovic, family and other tales), поставил в Княжеско-сербский театр в городе Крагуевац, 2008 году.[2]